# Пи
Пи или π је математичка константа, данас широко примењивана у математици и физици. Њена приближна вредност је 3,14159, а дефинише се као однос обима и пречника круга или као однос површина круга и квадрата над његовим полупречником. π је такође познато и као Архимедова константа (не треба га мешати са Архимедовим бројем) или Лудолфов број. У пракси се бележи малим грчким словом π а у српском језику је правилно писати и пи. Ознака за број π потиче од грчке речи периметар (περίμετρος). У математику ју је увео Вилијам Џоунс 1707. године, а популаризовао ју је Леонард Ојлер 1737.
Број π заокружена на 64 децимална места је:
π ≈ 3,14159 26535 89793 23846 26433 83279 50288 41971 69399 37510 58209 74944 5923
Број π има бесконачно много децимала.
π је ирационалан број, што значи да се његова вредност не може изразити преко разломака. Због тога његов децимални запис нема краја и није периодичан. π је такође трансцендентан број, што значи да га није могуће изразити коришћењем коначног броја целих бројева уз четири основне рачунске операције (сабирање, одузимање, множење и дељење) и кореновања. Током историје математике вршено је много покушаја да се што прецизније израчуна вредност броја π и разуме његова природа.

## Особине

### Дефиниција
У Еуклидској геометрији, број π се дефинише као однос обима и пречника круга:
{\displaystyle \pi ={\frac {O}{d}}={\frac {2r\pi }{2r}}=\pi }
π је увек исти, без обзира на величину круга.
π се може још дефинисати и као површина круга полупречника 1, обим круга чији је пречник 1 или односом површине круга (P) и квадрата над његовим полупречником:
{\displaystyle \pi ={\frac {P}{r^{2}}}}
Ове дефиниције зависе од последица Еуклидске геометрије, као што је чињеница да су сви кругови слични. Ово може бити проблем у областима математике које не укључују геометрију. Због овог разлога математичари често радије дефинишу π без референци на геометрију, бирајући уместо тога једну од аналитичких особина као дефиницију. Чест избор је да се π дефинише као најмањи позитиван број чији је синус једнак нули или двострука вредност најмањег позитивног броја чији је косинус једнак нули.

### Ирационалност, трансцендентност и последице
π је ирационалан број. то јест, не може се представити као однос два цела броја. То значи да се број π представља бесконачним низом цифара, и то тако да нема периодичности. Ову његову особину је доказао Јохан Хајнрих Ламберт 1761. године Више од тога, π је и трансцендентан број, што је доказао Фердинанд фон Линдеман 1882. године Ово значи да не постоји полином са рационалним коефицијентима чији би корен био број π.
Важна последица трансцендентности овог броја је чињеница да га није могуће изразити коришћењем коначног броја целих бројева уз четири основне рачунске операције (сабирање, одузимање, множење и дељење) и кореновања тј. број није конструктибилан. Ово је такође доказ да није могуће извршити квадратуру круга тј. немогуће је лењиром и шестаром конструисати квадрат чија би површина била једнака површини датог круга. Разлог је тај да су, полазећи од јединичног круга и тачке (1,0) на њему, координате свих тачака које се могу конструисати коришћењем лењира и шестара конструктибилни бројеви.

### Нумеричка вредност
Нумеричка вредност π заокругљена на 64 децимална места је:
π ≈ 3,14159 26535 89793 23846 26433 83279 50288 41971 69399 37510 58209 74944 5923
Иако је вредност броја π израчуната до више од билион децимала, основне примене, као што је рачунање обима круга, ретко захтевају више од неколико децимала. На пример, вредност заокружена на 11 децимала ће приближно тачно израчунати обим круга величине Земље милиметарском прецизношћу, а вредност заокружена на 39 децималних места је довољна да се израчуна обим било ког круга који се може наћи у видљивом свемиру са прецизношћу једнакој величини атома водоника.
У старој Грчкој је било познато да је π приближно једнако двадесет две седмине (π ≈22/7).
Пошто је π ирационалан број, његов децимални запис је бесконачан и непериодичан. Овај бесконачни низ цифара је опчињавао и математичаре и лаике, а током последњих неколико векова уложено је много труда у рачунању што више децимала и испитивању особина броја.

## Формуле са пи

### Геометрија
π се појављује у формулама које се тичу геометријских слика и тела које садрже облик круга или елипсе. У њих спадају ваљак, купа и лопта.
| Геометријски облик                       | Формула                                                                                   |
| ---------------------------------------- | ----------------------------------------------------------------------------------------- |
| Обим круга полупречника односно пречника | {\displaystyle O=\pi d=2\pi r\,\!}                                                        |
| Површина круга полупречника              | {\displaystyle P=\pi r^{2}\,\!}                                                           |
| Површина елипсе са полуосама и           | {\displaystyle P=\pi ab\,\!}                                                              |
| Запремина лопте полупречника             | {\displaystyle V={\frac {4}{3}}\pi r^{3}\,\!}                                             |
| Површина лопте полупречника              | {\displaystyle P=4\pi r^{2}\,\!}                                                          |
| Запремина ваљка висине и полупречника    | {\displaystyle V=\pi r^{2}H\,\!}                                                          |
| Површина ваљка висине и полупречника     | {\displaystyle P=2(\pi r^{2})+(2\pi r)H=2\pi r(r+H)\,\!}                                  |
| Запремина купе висине и полупречника     | {\displaystyle V={\frac {1}{3}}\pi r^{2}H\,\!}                                            |
| Површина купе висине и полупречника      | {\displaystyle P=\pi r{\sqrt {r^{2}+H^{2}}}+\pi r^{2}=\pi r(r+{\sqrt {r^{2}+H^{2}}})\,\!} |

Такође, угао од 180 степени износи π радијана.

### Анализа
У математичкој анализи се број π изражава и користи на доста различитих начина. Од облика бесконачних редова и производа до интеграла и специјалних функција.
- Франсоа Вијет, 1593:

{\displaystyle {\frac {2}{\pi }}={\frac {\sqrt {2}}{2}}{\frac {\sqrt {2+{\sqrt {2}}}}{2}}{\frac {\sqrt {2+{\sqrt {2+{\sqrt {2}}}}}}{2}}\ldots }
- Лајбницова формула:[10]

{\displaystyle {\frac {1}{1}}-{\frac {1}{3}}+{\frac {1}{5}}-{\frac {1}{7}}+{\frac {1}{9}}-\cdots ={\frac {\pi }{4}}}
Овај често навођени бесконачни ред најчешће се пише у горњем облику, док је технички исправан запис:
{\displaystyle \sum _{n=0}^{\infty }(-1)^{n}\left({\frac {1}{2n+1}}\right)={\frac {\pi }{4}}}
- Валисов производ:

{\displaystyle {\frac {2}{1}}\cdot {\frac {2}{3}}\cdot {\frac {4}{3}}\cdot {\frac {4}{5}}\cdot {\frac {6}{5}}\cdot {\frac {6}{7}}\cdot {\frac {8}{7}}\cdot {\frac {8}{9}}\cdots ={\frac {\pi }{2}}}
- Интеграл вероватноће, познат из математичке анализе (види такође: функција грешке и нормална расподела):

{\displaystyle \int _{-\infty }^{\infty }e^{-x^{2}}\,dx={\sqrt {\pi }}}
- Базелски проблем, који је први решио Ојлер (види такође и Риманова зета-функција):

{\displaystyle \zeta (2)={\frac {1}{1^{2}}}+{\frac {1}{2^{2}}}+{\frac {1}{3^{2}}}+{\frac {1}{4^{2}}}+\cdots ={\frac {\pi ^{2}}{6}}}
{\displaystyle \zeta (4)={\frac {1}{1^{4}}}+{\frac {1}{2^{4}}}+{\frac {1}{3^{4}}}+{\frac {1}{4^{4}}}+\cdots ={\frac {\pi ^{4}}{90}}}
и, уопште, {\displaystyle \zeta (2n)} је рационални умножак броја {\displaystyle \pi ^{2n}} за свако природно n.
- Вредност Гама-функције у тачки 1/2:

{\displaystyle \Gamma \left({1 \over 2}\right)={\sqrt {\pi }}}
- Стирлингова апроксимациона формула:

{\displaystyle n!\sim {\sqrt {2\pi n}}\left({\frac {n}{e}}\right)^{n}}
- Ојлеров идентитет (којег је Ричард Фајнман назвао „најбољом формулом у математици“):

{\displaystyle e^{i\pi }+1=0\;}
- Особина Ојлерове φ-функције:

{\displaystyle \sum _{k=0}^{n}\phi (k)\sim 3n^{2}/\pi ^{2}}
- Површина једне четвртине јединичног круга:

{\displaystyle \int _{0}^{1}{\sqrt {1-x^{2}}}\,dx={\pi  \over 4}}

### Комплексна анализа
- Специјалан случај Ојлерове формуле за {\displaystyle e^{ix}\,}:

{\displaystyle e^{i\pi }\,\!+1=0}
- Основни случај Теореме о остацима:

{\displaystyle \oint {\frac {dz}{z}}=2\pi i}

### Верижни разломак
π има пуно представљања у облику верижних разломака, као што је на пример:
{\displaystyle {\frac {4}{\pi }}=1+{\frac {1}{3+{\frac {4}{5+{\frac {9}{7+{\frac {16}{9+{\frac {25}{11+{\frac {36}{13+...}}}}}}}}}}}}}

### Теорија бројева
Неки резултати из теорије бројева:
- Вероватноћа да су два случајно изабрана цела броја узајамно проста је 6/π2.
- Вероватноћа да је случајно изабран цео број бесквадратан је 6/π2.
- У просеку, број начина да се дати природан број напише као збир два савршена квадрата (редослед сабирака је битан) је π/4.

Овде, „вероватноћа“, „просек“ и „насумичан“ су узети у смислу граничне вредности; тј. посматра се вероватноћа одговарајућег догађаја у скупу бројева {\displaystyle \{1,2,...N\}}, а затим узима гранична вредност те вероватноће када {\displaystyle N\rightarrow \infty } (N је „јако велико“ или „тежи бесконачности“).

### Динамички системи/Ергодичка теорија
У теорији динамичких система (види такође ергодичка теорија), за скоро свако реално  у интервалу [0,1],
{\displaystyle \lim _{n\to \infty }{\frac {1}{n}}\sum _{i=1}^{n}{\sqrt {x_{i}}}={\frac {2}{\pi }}\,,}
где су  итериране вредности логистичког пресликавања за r = 4.

### Физика
У физици, појава броја π у формулама је најчешће ствар договора и нормализације. На пример, коришћењем упрошћене Планкове константе {\displaystyle \hbar ={\frac {h}{2\pi }}} може се избећи писање броја π експлицитно у великом броју формула у квантној механици. Заправо, упрошћена варијанта је и базичнија, а присуство фактора 1/2π у формулама које користе h може се сматрати напросто условљеном уобичајеном дефиницијом Планкове константе.
- Хајзенбергов принцип неодређености:[тражи се извор]

{\displaystyle \Delta x\Delta p\geq {\frac {h}{4\pi }}}
- Ајнштајнова једначина поља опште теорије релативности:[11]

{\displaystyle R_{ik}-{g_{ik}R \over 2}+\Lambda g_{ik}={8\pi G \over c^{4}}T_{ik}}
- Кулонов закон за електричну силу:[12]

{\displaystyle F={\frac {\left|q_{1}q_{2}\right|}{4\pi \epsilon _{0}r^{2}}}}
- Магнетна пермеабилност слободног простора:[13]

{\displaystyle \mu _{0}=4\pi \times 10^{-7}\,\mathrm {H/m} \,}
У физици се најчешће заокругљује на две децимале (3,14).

### Вероватноћа и статистика
У вероватноћи и статистици постоји пуно расподела, чији аналитички изрази садрже π, укључујући:
- Густина расподеле вероватноће за нормалну расподелу са математичким очекивањем μ и стандардном девијацијом σ:[14]

{\displaystyle f(x)={1 \over \sigma {\sqrt {2\pi }}}\,e^{-(x-\mu )^{2}/(2\sigma ^{2})}}
- Густина расподеле вероватноће за (стандардну) Кошијеву расподелу:[15]

{\displaystyle f(x)={\frac {1}{\pi (1+x^{2})}}}
Треба приметити да се, како је {\displaystyle \int _{-\infty }^{\infty }f(x)\,dx=1} за сваку функцију густине расподеле вероватноће f(x), помоћу горњих формула може добити још интегралних формула за π.
Занимљива емпиријска апроксимација броја π заснована је на проблему Буфонове игле. Посматрајмо експеримент у којем се игла дужине L баца на раван на којој су означене две паралелне праве на међусобном растојању S (где је S>L). Ако се игла на случајан начин баци велики број (n) пута, од којих се x пута заустави тако да сече једну од правих, онда приближну вредност броја π можемо добити коришћењем формуле
{\displaystyle \pi \approx {\frac {2nL}{xS}}}

## Историја
Симбол „π“ за Архимедову константу је први пут увео 1706. године математичар Вилијам Џоунс када је објавио „Нови увод у математику“ (енгл. A New Introduction to Mathematics), мада је исти симбол још раније коришћен да назначи обим круга.
Ова ознака постала је стандардна након што ју је усвојио Леонард Ојлер. У оба случаја, π је прво слово речи περιμετρος (периметрос), што значи „мерити около“ на грчком језику.
Ево кратке хронологије броја π:
| Време                                                                   | Особа | Вредност π (светски рекорди су подебљани)         |
| ----------------------------------------------------------------------- | --- | ------------------------------------------------- |
| 20. век п. н. е.                                                        | Вавилонци | 25/8 = 3,125                                      |
| 20. век п. н. е.                                                        | Египатски математички папирус (Рајндов папирус)                                                                                               | (16/9)² = 3,160493...                             |
| 12. век п. н. е.                                                        | Кинези | 3                                                 |
| средина 6. века п. н. е.                                                | 1 Цар. 7:23 | 3                                                 |
| 434. п. н. е.                                                           | Анаксагора је покушао да квадрира круг лењиром и шестаром                                                                                     |                                                   |
| 3. век п. н. е.                                                         | Архимед | 223/71 < π < 22/7 (3,140845... < π < 3,142857...) |
| 20. п. н. е.                                                            | Витрувије | 25/8 = 3,125                                      |
| 130.                                                                    | Чанг Хонг | √10 = 3,162277...                                 |
| 150.                                                                    | Птолемеј | 377/120 = 3,141666...                             |
| 250.                                                                    | Ванг Фау | 142/45 = 3,155555...                              |
| 263.                                                                    | Лиу Хуи | 3,14159                                           |
| 480.                                                                    | Зу Чонгжи | 3,1415926 < π < 3,1415927                         |
| 499.                                                                    | Арјабхата | 62832/20000 = 3,1416                              |
| 598.                                                                    | Брамагупта | √10 = 3,162277...                                 |
| 800.                                                                    | Мухамед Ал Хорезми | 3,1416                                            |
| 12. век                                                                 | Баскара | 3,14156                                           |
| 1220.                                                                   | Фибоначи | 3,141818                                          |
| 1400.                                                                   | Мадава | 3,14159265359                                     |
| Сви подаци од 1424. су дати у бројевима тачних децималних места (дм).   | |                                                   |
| 1424.                                                                   | Џамшид Масуд Ал Каши | 16 дм                                             |
| 1573.                                                                   | Валентус Ото | 6 дм                                              |
| 1593.                                                                   | Франсоа Вијет | 9 дм                                              |
| 1593.                                                                   | Адријен ван Ромен | 15 дм                                             |
| 1596.                                                                   | Лудолф ван Цојлен | 20 дм                                             |
| 1615.                                                                   | Лудолф ван Цојлен | 32 дм                                             |
| 1621.                                                                   | Вилеброрд Снел (Снелије), Лудолфов ученик | 35 дм                                             |
| 1665.                                                                   | Исак Њутн | 16 дм                                             |
| 1699.                                                                   | Абрахам Шарп | 71 дм                                             |
| 1700.                                                                   | Секи Кова | 10 дм                                             |
| 1706.                                                                   | Џон Мејчин | 100 дм                                            |
| 1706.                                                                   | Вилијам Џоунс увео грчко слово 'π' |                                                   |
| 1730.                                                                   | Камата | 25 дм                                             |
| 1719.                                                                   | Де Лањи израчунао 127 децималних места, али нису сва била тачна                                                                               | 112 дм                                            |
| 1723.                                                                   | Такебе | 41 дм                                             |
| 1734.                                                                   | Леонард Ојлер усвојио грчко слово 'π' и обезбедио његову популарност                                                                          |                                                   |
| 1739.                                                                   | Мацунага | 50 дм                                             |
| 1761.                                                                   | Јохан Хајнрих Ламберт доказао да је π ирационалан број                                                                                        |                                                   |
| 1775.                                                                   | Ојлер указао на могућност да би π могао бити трансцендентан                                                                                   |                                                   |
| 1789.                                                                   | Јуриј Вега израчунао 140 децималних места, али нису сва била тачна                                                                            | 137 дм                                            |
| 1794.                                                                   | Адријан-Мари Лежандр показао да је и π² (па самим тим и π) ирационалан, и спомиње могућност да је π могуће трансцендентан.                    |                                                   |
| 1841.                                                                   | Радерфорд израчунао 208 децималних места, али нису сва била тачна                                                                             | 152 дм                                            |
| 1844.                                                                   | Захарија Дазе и Штрасницки | 200 дм                                            |
| 1847.                                                                   | Томас Клаузен | 248 дм                                            |
| 1853.                                                                   | Леман | 261 дм                                            |
| 1853.                                                                   | Радерфорд | 440 дм                                            |
| 1853.                                                                   | Вилијам Шенкс | 527 дм                                            |
| 1855.                                                                   | Рихтер | 500 дм                                            |
| 1874.                                                                   | Вилијам Шенкс је посветио 15 година израчунавању 707 децималних места, али нису сва била тачна (грешку је открио Д. Ф. Фергусон 1946. године) | 527 дм                                            |
| 1882.                                                                   | Линдеман доказао да је π трансцендентан (Линдеман-Вајерштрасова теорема, коју неки зову и „најлепшом теоремом целе математике“)               |                                                   |
| 1946.                                                                   | Д. Ф. Фергусон користећи стони калкулатор | 620 дм                                            |
| 1947.                                                                   | Д. Ф. Фергусон користећи стони калкулатор | 710 дм                                            |
| 1947.                                                                   | Д. Ф. Фергусон користећи стони калкулатор | 808 дм                                            |
| Сви рекорди од 1949. надаље израчунати су помоћу електронских рачунара. | |                                                   |
| 1949.                                                                   | Џ. В. Вренч, јр. и Л. Р. Смит били су први који су користили електронски рачунар (Енијак) да израчунају π                                     | 2.037 дм                                          |
| 1953.                                                                   | Малер показао да pi; није Лиувилов број |                                                   |
| 1955.                                                                   | Џ. В. Вренч, јр. и Л. Р. Смит | 3.089 дм                                          |
| 1961.                                                                   | Џ. В. Вренч, јр. и Л. Р. Смит | 100.000 дм                                        |
| 1966.                                                                   | Џ. В. Вренч, јр. и Л. Р. Смит | 250.000 дм                                        |
| 1967.                                                                   | Џ. В. Вренч, јр. и Л. Р. Смит | 500.000 дм                                        |
| 1974.                                                                   | Џ. В. Вренч, јр. и Л. Р. Смит | 1.000.000 дм                                      |
| 1992.                                                                   | Џ. В. Вренч, јр. и Л. Р. Смит | 2.180.000.000 дм                                  |
| 1995.                                                                   | Јасумаса Канада | > 6.000.000.000 дм                                |
| 1997.                                                                   | Канада и Такахаши | > 51.500.000.000 дм                               |
| 1999.                                                                   | Канада и Такахаши | > 206.000.000.000 дм                              |
| 2002.                                                                   | Канада и тим | > 1.240.000.000.000 дм                            |
| 2003.                                                                   | Канада и тим | > 1.241.100.000.000 дм                            |
| Април 2004.                                                             | Канада и тим | 1.3511 билион цифара укупно                       |
| Октобар 2011.                                                           | Шигеру Кондо, Александер Ји | 10 билиона цифара                                 |

## Нумеричке апроксимације броја π
Због трансцендентне природе броја π, не постоје прикладни затворени изрази за π. Стога, нумеричка израчунавања морају користити приближне вредности (апроксимације) броја. За пуно потреба, 3,14 или 22/7 је довољно близу, иако инжењери често користе 3,1416 или 3,14159 (5, односно 6 значајних цифара) ради веће прецизности. Апроксимације 22/7 и 355/113, са 3 и 7 значајних цифара, се добијају из једноставног развоја π у верижни разломак.
Поред тога, следећа нумеричка формула даје апроксимацију π са 9 исправних цифара:
{\displaystyle (63/25)((17+15{\sqrt {5}})/(7+15{\sqrt {5}}))}
Египатски писар по имену Ахмес је извор најстаријег познатог текста који даје приближну вредност броја π. Рајндов папирус датира из египатског другог средњег периода–мада Ахмес тврди да је преписивао папирус из Средњег краљевства–и описује вредност тако да је добијени резултат заправо 256 подељено са 81, тј. 3,160.
Кинески математичар Лиу Хуи је израчунао π до 3,141014 (тачно до 3 децимална места) 263. године и предложио да је 3,14 добра апроксимација.
Индијски математичар и астроном Арјабхата дао је прецизну апроксимацију за π. Он је написао: „Додај четири на сто, помножи са осам, а онда додај шездесет и две хиљаде. Резултат је приближно једнак обиму круга пречника двадесет хиљада. Овим правилом дат је однос између обима и пречника.“ Другим речима, (4+100)×8 + 62.000 је обим круга пречника 20.000. Ово даје вредност π = 62.832/20.000 = 3,1416, тачну када се заокругли на 4 децимална места.
Кинески математичар и астроном Зу Чонгжи је израчунао π до 3,1415926-3,1415927, и дао две апроксимације: 355/113 и 22/7 (у 5. веку).
Ирански математичар и астроном Гијат ад-дин Џамшид Кашани (1350—1439) је израчунао π до 9 цифара у бројном систему са основом 60, што је еквивалентно са 16 децималних места као:
2π = 6,2831853071795865, тј. π = 3,141592653589793116
Немачки математичар Лудолф ван Цојлен (око 1600) је израчунао првих 35 децимала. Био је тако поносан на своје достигнуће да их је дао урезати у свој надгробни споменик.
Словеначки математичар Јуриј Вега је 1789. израчунао првих 140 децимала и држао је светски рекорд 52 године–све до 1841–када је Вилијам Радерфорд израчунао 208 децималних места, од којих су прва 152 била тачна. Вега је побољшао формулу Џона Мејчина из 1706; његов метод се спомиње и данас.
Ниједна од горе датих формула не може да послужи као ефикасни начин налажења приближних вредности броја π. За брза израчунавања, могу се користити формуле попут Мејчинове:
{\displaystyle {\frac {\pi }{4}}=4\arctan {\frac {1}{5}}-\arctan {\frac {1}{239}}}
заједно са Тејлоровим развојем функције {\displaystyle \arctan {x}}. Ова формула се најлакше проверава коришћењем поларних координата комплексних бројева, кренувши од:
{\displaystyle (5+i)^{4}\cdot (-239+i)=-114244-114244i.}
Формуле ове врсте су познате као формуле сличне Мејчиновој.
Екстремно дугачки децимални развоји броја π се по правилу рачунају Гаус-Лежандровим алгоритмом и Борвајновим алгоритмом; Саламен-Брентов алгоритам који потиче из 1976. године је такође коришћен у прошлости.
Првих милион цифара бројева π и 1/π су доступни на Пројекту Гутенберг (види спољашње везе доле). Тренутни рекорд (децембар 2002) има 1.241.100.000.000 цифара, које су израчунате у септембру исте године на 64-чворном Хитачи суперрачунару са једним терабајтом радне меморије, који врши 2 билиона операција у секунди, скоро дупло више од рачунара коришћеног за претходни рекорд (206 милијарди цифара). Коришћене су следеће формуле сличне Мејчиновој:
{\displaystyle {\frac {\pi }{4}}=12\arctan {\frac {1}{49}}+32\arctan {\frac {1}{57}}-5\arctan {\frac {1}{239}}+12\arctan {\frac {1}{110443}}} -К. Такано (1982).
{\displaystyle {\frac {\pi }{4}}=44\arctan {\frac {1}{57}}+7\arctan {\frac {1}{239}}-12\arctan {\frac {1}{682}}+24\arctan {\frac {1}{12943}}} -Ф. Ц. В. Штермер (1896).
Ове приближне вредности имају толико пуно цифара да више немају никаквог практичног значаја, изузев за тестирање нових суперрачунара и (очигледно) за установљавање нових рекорда у израчунавању броја π.
Године 1996. Дејвид Х. Бејли је, заједно са Питером Борвајном и Сајмоном Плуфеом, открио нову формулу за π у облику збира бесконачног реда:
{\displaystyle \pi =\sum _{k=0}^{\infty }{\frac {1}{16^{k}}}\left({\frac {4}{8k+1}}-{\frac {2}{8k+4}}-{\frac {1}{8k+5}}-{\frac {1}{8k+6}}\right)}
Ова формула омогућава да се лако израчуна k-та бинарна или хексадецимална цифра броја π без потребе за рачунањем претходних k − 1 цифара. Бејлијева веб-страна садржи извођење ове формуле, као и њену имплементацију у разним програмским језицима. Пројекат „ПиХекс“ је израчунао билијардити бит броја π (који је, узгред, 0).
Остале формуле које су до сада коришћене за израчунавање приближних вредности π укључују:
{\displaystyle {\frac {\pi }{2}}=\sum _{k=0}^{\infty }{\frac {k!}{(2k+1)!!}}=1+{\frac {1}{3}}\left(1+{\frac {2}{5}}\left(1+{\frac {3}{7}}\left(1+{\frac {4}{9}}(1+...)\right)\right)\right)} (Њутн)
{\displaystyle {\frac {1}{\pi }}={\frac {2{\sqrt {2}}}{9801}}\sum _{k=0}^{\infty }{\frac {(4k)!(1103+26390k)}{(k!)^{4}396^{4k}}}} (Рамануџан)
{\displaystyle {\frac {1}{\pi }}=12\sum _{k=0}^{\infty }{\frac {(-1)^{k}(6k)!(13591409+545140134k)}{(3k)!(k!)^{3}640320^{3k+3/2}}}} (Давид Чудновски и Григориј Чудновски)
{\displaystyle {\pi }=20\arctan {\frac {1}{7}}+8\arctan {\frac {3}{79}}} (Ојлер)
На рачунарима са оперативним системом Windows, програм ПиФаст може се користити за брзо израчунавање великог броја цифара. Највећи број цифара броја π израчунат на кућном рачунару је 25.000.000.000, за које је ПиФаст-у требало 17 дана.

## Отворена питања
Отворено питање о овом броју које највише притиска јесте да ли је π нормалан број – да ли се ма који блок цифара јавља у његовом децималном развоју управо онолико често колико би се статистички могло очекивати ако би се цифре производиле потпуно „насумично“. Ово мора да буде тачно у било којој основи, а не само у декадном систему (основи 10). Тренутно знање у овом смеру је веома оскудно; на пример, не зна се чак ни које се од цифара (0-9) појављују бесконачно често у децималном развоју овог броја.
Бејли и Крендал су показали 2000. године да постојање горепоменуте формуле Бејли-Борвајн-Плуфе и сличних формула повлачи да се тврђење о нормалности броја π и разних других константи у основи 2 може свести на извесну разумну претпоставку у Теорији хаоса.
Такође није познато да ли су π и e алгебарски независни, тј. да ли постоји нетривијална полиномска релација између ова два броја са рационалним коефицијентима.
Џон Харисон (1693—1776) је створио музички систем изведен из π. Овај Луси тјунинг систем, (због јединствених математичких особина броја π) може да ослика све музичке интервале, хармоније и хармонике. Ово сугерише да би се коришћењем π могао добити прецизнији модел за анализу како музичких, тако и других хармоника у вибрирајућим системима.

## Природа бројаπ
У хиперболичкој геометрији, збир углова троугла може да буде мањи или већи од π радијана, а однос обима круга и његовог пречника може се такође разликовати од π. Ово не мења његову дефиницију, али утиче на многе формуле где се π појављује. Па тако, посебно, облик универзума не утиче на π; π није физичка него математичка константа, дефинисана независно од ма каквих физичких мерења. Разлог зашто се π појављује тако често у физици је једноставно зато што је подесан у многим физичким моделима.
Посматрајмо, као пример, Кулонов закон:
{\displaystyle F={\frac {1}{4\pi \epsilon _{0}}}{\frac {\left|q_{1}q_{2}\right|}{r^{2}}}}.
Овде, {\displaystyle 4\pi r^{2}\,} је напросто површина лопте полупречника r. У овој форми, ово је погодан начин описивања инверзне квадратне везе између силе и растојања r од тачкастог извора. Наравно, било би могуће да се овај закон опише на друге, али мање згодне или, ређе, згодније начине. Ако користимо Планково наелектрисање, Кулонов се закон може описати као {\displaystyle F={\frac {q_{1}q_{2}}{r^{2}}}} чиме се уклања потреба за π.

## Спомињања у фикцији
- Контакт — научно-фантастично дело Карла Сагана, а касније филмска адаптација Џоди Фостер. Саган разматра могућност потписа, који су у децимални развој броја π уградили ствараоци универзума.
- π (филм) — о вези између бројева и природе: откривање такве везе а да нисте нумеролог.
- („око времена“) — научна фантастика Артура Ч. Кларка и Стивена Бакстера. У свету који су престројиле ванземаљске силе, примећује се сферична направа чији је однос обима и пречника по свим равнима — тачан цео број 3.

## πкултура
Постоји цело поље шаљивог, али и озбиљног изучавања које укључује коришћење мнемоника за лакше памћење цифара π и зове се пифилологија (PiPhilology). Погледајте π мнемонике за примере на енглеском језику.
Дан 14. март (3/14 према стандарду који важи у САД) је „Дан броја пи“ (енгл. Pi Day) којег прославља велики број љубитеља овог броја. Дан апроксимације броја пи прославља се 22. јула (22/7 је популарна апроксимација).
Штавише, многи људи говоре и о „π сатима“ (3:14:15 је мало мање од једног π сата; 3:08:30 би било најближе броју π сата после поднева или поноћи у целим секундама).
Још један пример математичке игре је следећа апроксимација π: Узмите број 1234, замените места првим двема и последњим двама цифрама, тако да број постаје 2143. Поделите тај број са „два–два“ (22, па је 2143/22 = 97,40909...). Извадите 2×2-ти корен (четврти корен) овог броја. Коначан резултат је изузетно близу π: 3,14159265.

### Цифре
- Е-текст на Пројекту Гутенберг који садржи милион цифара π Архивирано на веб-сајту  (1. јул 2004)
- Search π–претражи и одштампај π до 200 милиона места
- Статистике о првих 1,2 билиона цифара π

### Прорачуни
- Израчунавање π: пројекат отвореног кода за израчунавање π
- ПиФаст: брз програм за рачунање π са великим бројем цифара
- Супер π: још један програм за израчунавање π до 33,55 милионите цифре

### Општи
- Историја π
- Колекција формула сличних Мејчиновој за π
- Доказ да је π ирационалан
- ПиФактс -пробијени рекорд
- О књизи
- доста формула за π на страницама Волфрам Рисерч
- Јаху група π хакера Архивирано на веб-сајту  (9. фебруар 2005)
- Налажење вредности π
- Клуб пријатеља броја π (енглески и немачки)
- одређивање π
- LucyTuning–музичко штимање изведено из π